# James Washington (Footballspieler, 1996)
James Edward Washington Jr.  (* 2. April 1996 in Abilene, Texas) ist ein US-amerikanischer American-Football-Spieler. Er spielt auf der Position des Wide Receivers in der National Football League (NFL). Von 2018 bis 2021 spielte Washington für die Pittsburgh Steelers, anschließend stand er bei den Dallas Cowboys unter Vertrag. Am College spielte er für die Oklahoma State University – Stillwater und gewann 2017 den Fred Biletnikoff Award.

## College
Washington wurde in Abilene, Texas, geboren und besuchte die Stamford High School in Stamford. Er bekam Stipendienangebote von mehreren Colleges aus Texas, entschied sich aber für die Oklahoma State University – Stillwater im benachbarten Oklahoma und spielte dort College Football für die Oklahoma State Cowboys. Bereits in seiner ersten Saison am College führte er sein Team mit sechs gefangenen Touchdownpässen an, in der folgenden Spielzeit knackte er erstmals die 1000-Yard-Marke. Ab 2016 war er einer der Teamkapitäne, 1380 Yards Raumgewinn im Passspiel brachten ihm einen Platz im All-Star-Team der Big 12 Conference ein. Diese Ehrung erhielt Washington auch in der Saison 2017, die noch erfolgreicher verlief. Mit 1549 Yards Raumgewinn führte er in dieser Saison die NCAA Division I FBS an, ihm gelangen 13 Touchdowns. Washington wurde zum Unanimous All-American gewählt und erhielt den Fred Biletnikoff Award als bester Wide Receiver der Saison.

## NFL
Washington wurde im NFL Draft 2018 in der zweiten Runde an Position 60 von den Pittsburgh Steelers ausgewählt. In seiner ersten Profisaison in der NFL waren die statistischen Werte von Washington noch überschaubar. In 14 Spieleinsätzen konnte er 16 Pässe seines Quarterbacks Ben Roethlisberger fangen und erzielte damit 217 Yards Raumgewinn und einen Touchdown. In seinem zweiten Profijahr (2019) konnte Washington sich deutlich steigern, er fing 44 Pässe für einen Raumgewinn von über 700 Yards und erzielte außerdem drei Touchdowns für sein Team. In der Saison 2020 ging seine Rolle in der Offense allerdings zurück und in der Rolle als Nummer-zwei-Receiver neben JuJu Smith-Schuster wurde er von Diontae Johnson überflügelt. Im August 2021 kamen Gerüchte auf, dass Washington einen Trade zu einem anderen Team fordern würde, in der Saison 2021 war er hinter Rookie Chase Claypool nur noch der vierte Wide Receiver bei den Steelers.
Im März 2022 unterschrieb Washington einen Einjahresvertrag bei den Dallas Cowboys. Er verpasste einen Großteil der Saison wegen einer Fußverletzung und kam erst am 14. Spieltag erstmals für Dallas zum Einsatz. Washington bestritt lediglich zwei Partien für die Cowboys, in denen er keinen Pass fing. Mit der Verpflichtung von T. Y. Hilton wurde er entbehrlich und schließlich am 4. Januar 2023 entlassen.
Am 11. Januar 2023 nahmen die New York Giants Washington für ihren Practice Squad unter Vertrag. Er kam in keinem der beiden Play-off-Spiele der Giants zum Einsatz, anschließend lief sein Vertrag aus. Für die Saison 2023 unterschrieb Washington im Mai 2023 bei den New Orleans Saints. Am 15. August 2023 wurde er vor Saisonbeginn entlassen. Am 18. August nahmen die Indianapolis Colts Washington unter Vertrag. Nach zehn Tagen wurde er auch von den Colts wieder entlassen.
Am 30. Juli 2024 nahmen die Atlanta Falcons Washington unter Vertrag. Bereits am 18. August wurde er noch vor Saisonbeginn wieder entlassen.

### NFL-Statistiken
| 2018                               | Pittsburgh Steelers | 14 | 6  | 16  | 217  | 13,6 | 47 | 1  | 0 | 0 |
| 2019                               | Pittsburgh Steelers | 15 | 10 | 44  | 735  | 16,7 | 79 | 3  | 1 | 1 |
| 2020                               | Pittsburgh Steelers | 16 | 7  | 30  | 392  | 13,1 | 50 | 5  | 0 | 0 |
| 2021                               | Pittsburgh Steelers | 15 | 2  | 24  | 285  | 11,9 | 42 | 2  | 0 | 0 |
| 2022                               | Dallas Cowboys      | 2  | 0  | 0   | 0    | –    | 0  | 0  | 0 | 0 |
| Total                              | Total               | 62 | 25 | 114 | 1629 | 14,3 | 79 | 11 | 1 | 1 |
| Quelle: pro-football-reference.com |                     |    |    |     |      |      |    |    |   |   |